# Пам'ятник Ушакову (Ростов-на-Дону)
Пам'ятник Ушакову (рос. Памятник Ушакову) — пам'ятник російському флотоводцю, командувачу Чорноморським флотом, командувачу російсько-турецькою ескадрою в Середземному морі, адміралу Федору Федоровичу Ушакову в Ростові-на-Дону. Пам'ятник відкрито 16 вересня 2001 року. Скульптор — заслужений художник РФ (2004) Анатолій Андрійович Скнарин. Ініціаторами створення пам'ятника стали члени Ростовського суворовско-нахімовського клубу.

## Історія
Російський адмірал Федір Федорович Ушаков присвятив життя служінню російському Чорноморському флоту. Він був майстром морських битв, основоположником російської військово-морської техніки, зробив серйозний внесок у розвиток тактики вітрильного флоту. Успішний у багатьох справах, адмірал був видатним воєначальником.
За своє життя Ушаков не зазнав жодної поразки в боях з ворогом, не втратив жодного корабля, ні один з матросів під його керівництвом не потрапив у полон.
Шлях Ушакова почався на Дону. Тут він закінчив Морський кадетський корпус. Молодим офіцером, служив в Донський (Азовської) флотилії під командуванням адмірала О. Н. Синявіна. Федору Феоровичу належало охороняти Азовське узбережжя, пониззя Дону і фортецю Азов від можливих нападів ворога.
Російський флот в той період розвивалося прискореними темпами і вимагав постійного поповнення нових судів. Для будівництва кораблів Азовської флотилії мічман Ушаков займався постачанням лісу.
У 1769 році у фортеці Святого Димитрія Ростовського він був проведений в лейтенанти. На Дону і Приазов'я Ф. Ф. Ушаков пробув до літа 1775 року. Служба і роки, проведені ним в Азовській експедиції, були для молодого офіцера школою військового мистецтва. Полководець пізніше говорив: 
|  | Всім моїм станом я відданий службі і ні про що більше не думаю, як про користь державної. |

У 2001 році в Ростові-на-Дону на набережній річки Дон з ініціативи Ростовського суворовско-нахімовського клубу був встановлений пам'ятник адміралу Ф. Ф. Ушакову. Автор пам'ятника — ростовський скульптор Анатолій Скнарин. 5 серпня 2001 року в православному Санаксарськом монастирі Краснослобідської єпархії Мордовської митрополії Руської православної церкви відбулася канонізація адмірала Федора Ушакова, як місцевошанований святий Саранської і Мордовської єпархії. Урочисте богослужіння відбулося у Санаксарськом монастирі. У діянні про канонізацію Ф. Ф. Ушакова зазначено:
|  | Сила його християнського духу проявилася не тільки славними перемогами в боях за Вітчизну, але й великим Своїм милосерді, якому він дуже дивувався навіть переможений їм ворог ... милосердя адмірала Феодора Ушакова покривало всіх. |

## Опис
Пам'ятник Ф. Ф. Ушакову являє собою погруддя  адмірала, встановлений на циліндричному гранітному постаменті. Постамент оперезаний бронзовим вінком. Пам'ятник стоїть у центрі гранітної майданчики з квітником і опоясыващим огорожею у вигляді круглих гранітних куль з закріпленими на них металевими ланцюгами. Зліва від пам'ятника на ланцюга лежить чорний металевий якір. До пам'ятника ведуть дві сходинки. На постаменті пам'ятника зроблено напис: «Адмірал Ушаков».

## Галерея

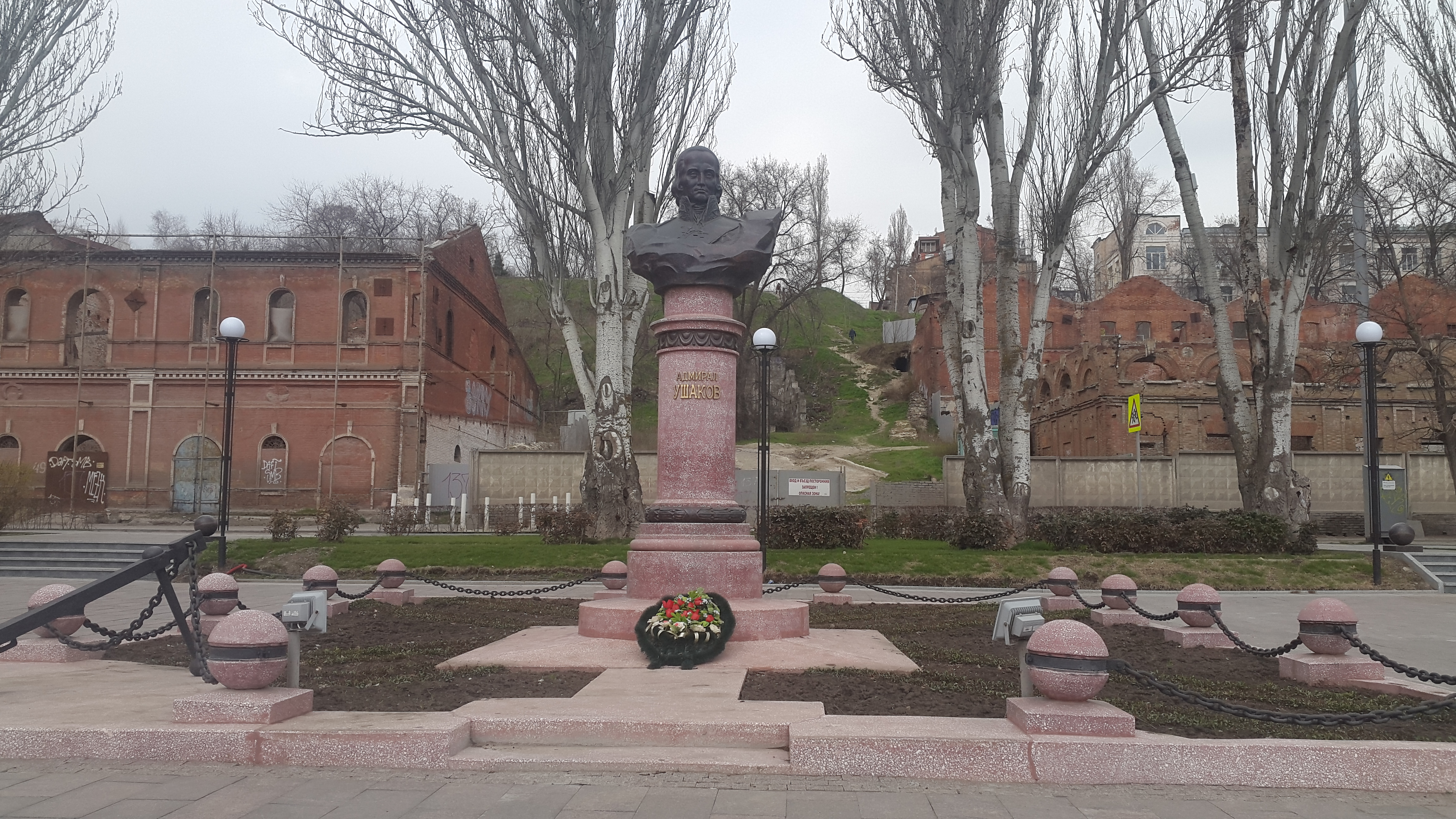
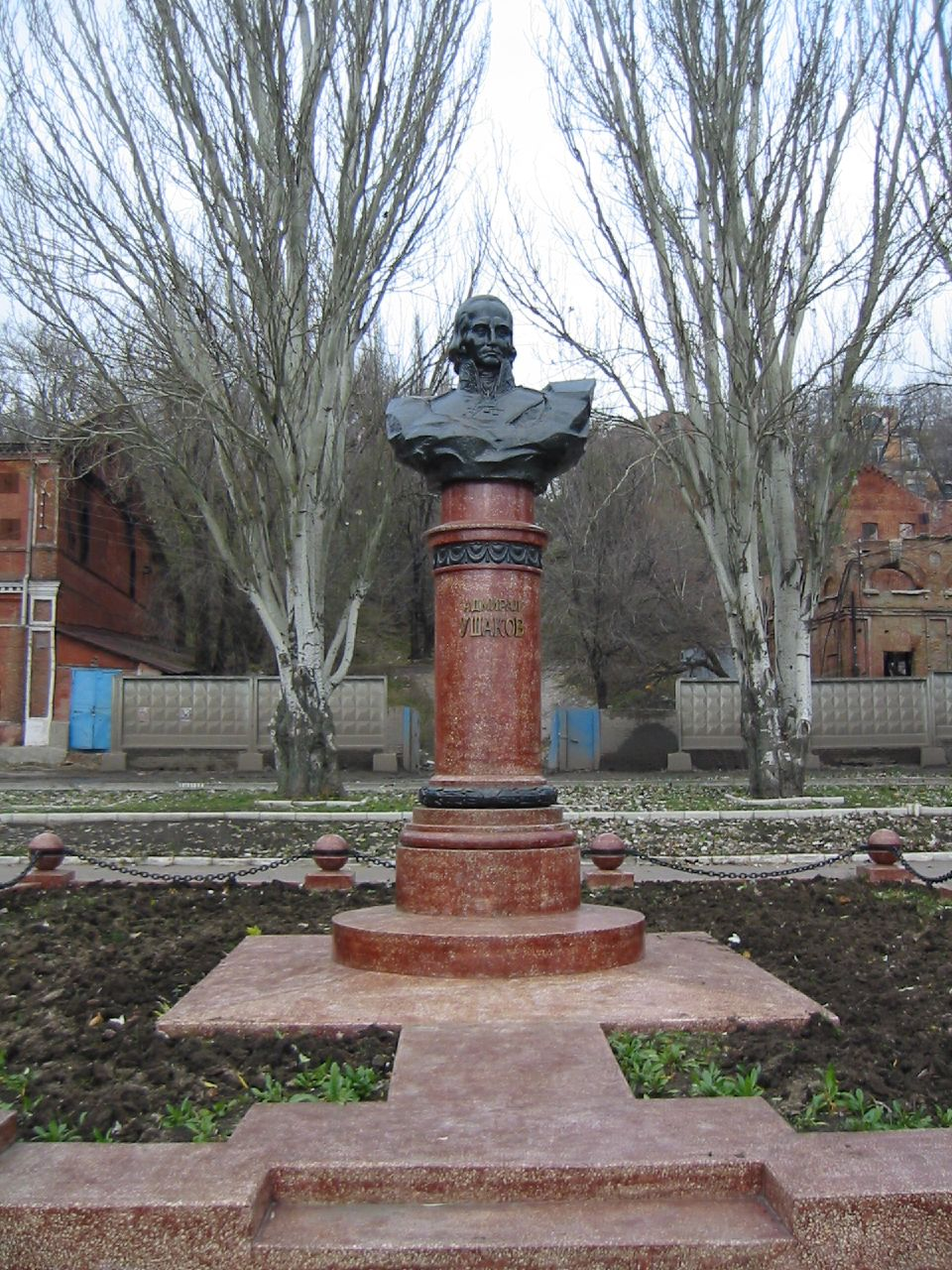